# طوقه (زره)

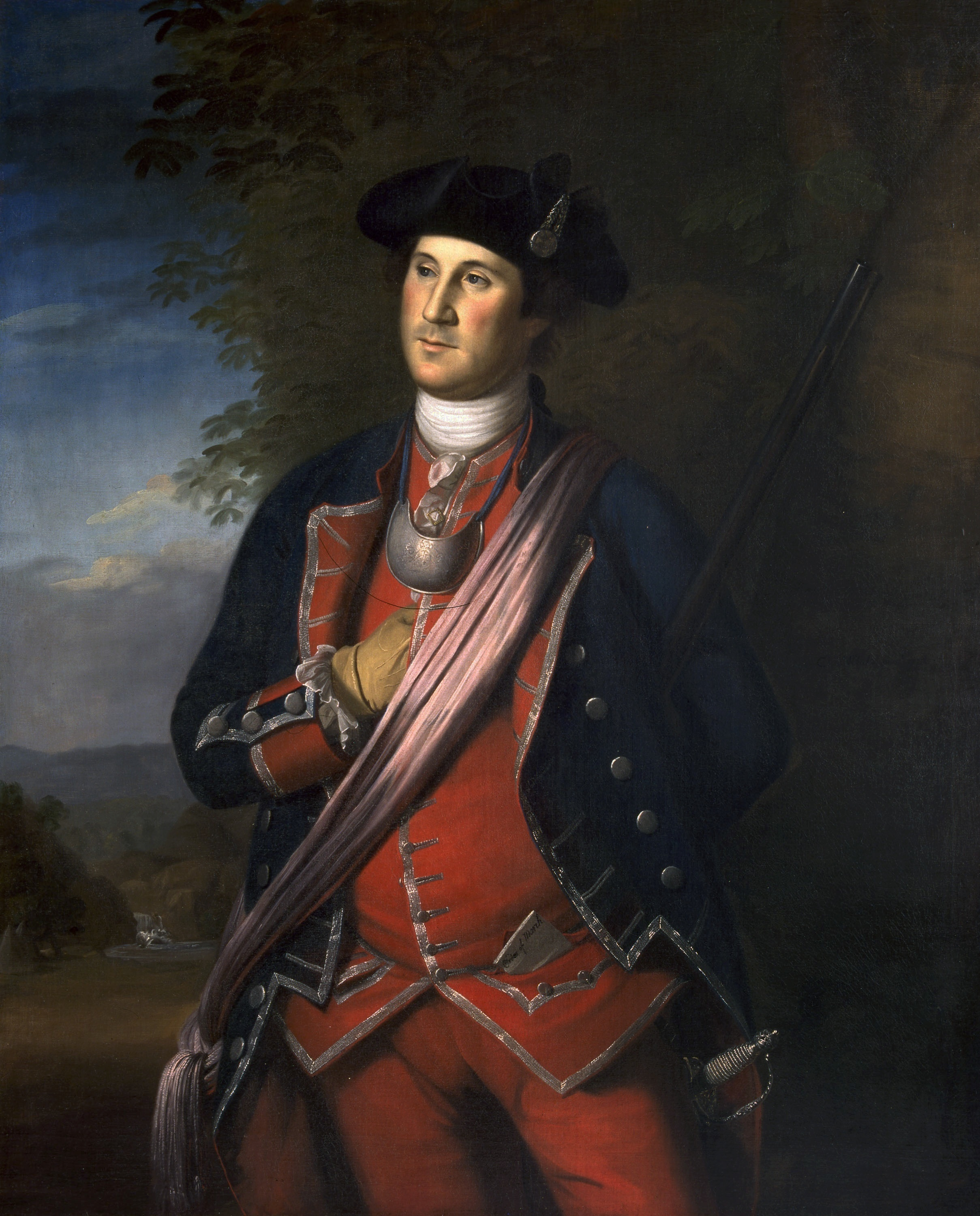
پرتره‌ای مربوط به ۱۷۷۲ از کلنل جرج واشینگتن در بحبوحه جنگ فرانسویان و سرخپوستان، برای نشان دادن درجهٔ او به عنوان افسر (ارتش) در گردان ویرجینیا از طوقه استفاده شده‌است.

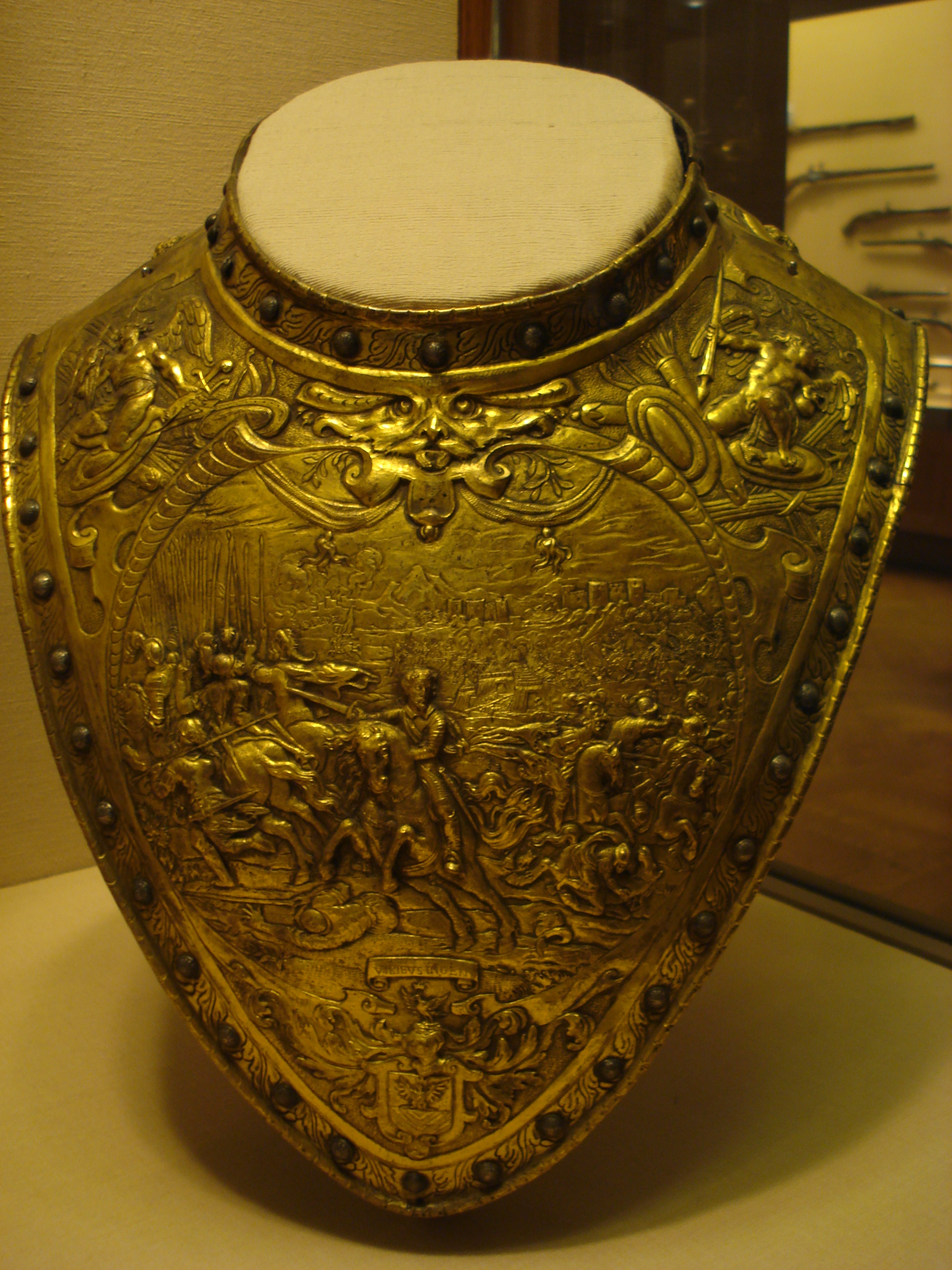
یک طوقهٔ برنزی احتمالاً از هلند

طوقه یا گلوپوش یا زره گردن (انگلیسی: Gorget) یک یقهٔ چرمی یا فولادی است که برای حفاظت از گلو طراحی شده‌است و به صورت مستقل یا یه همراه زره کامل پوشیده می‌شود. به ویژه از قرن هجدهم میلادی به بعد، طوقهها بیشتر به عنوان یک قطعه زینتی به کار می‌رفتند و تا به امروز در برخی ارتش‌های جهان به کار می‌روند.

## به عنوان بخشی از زره

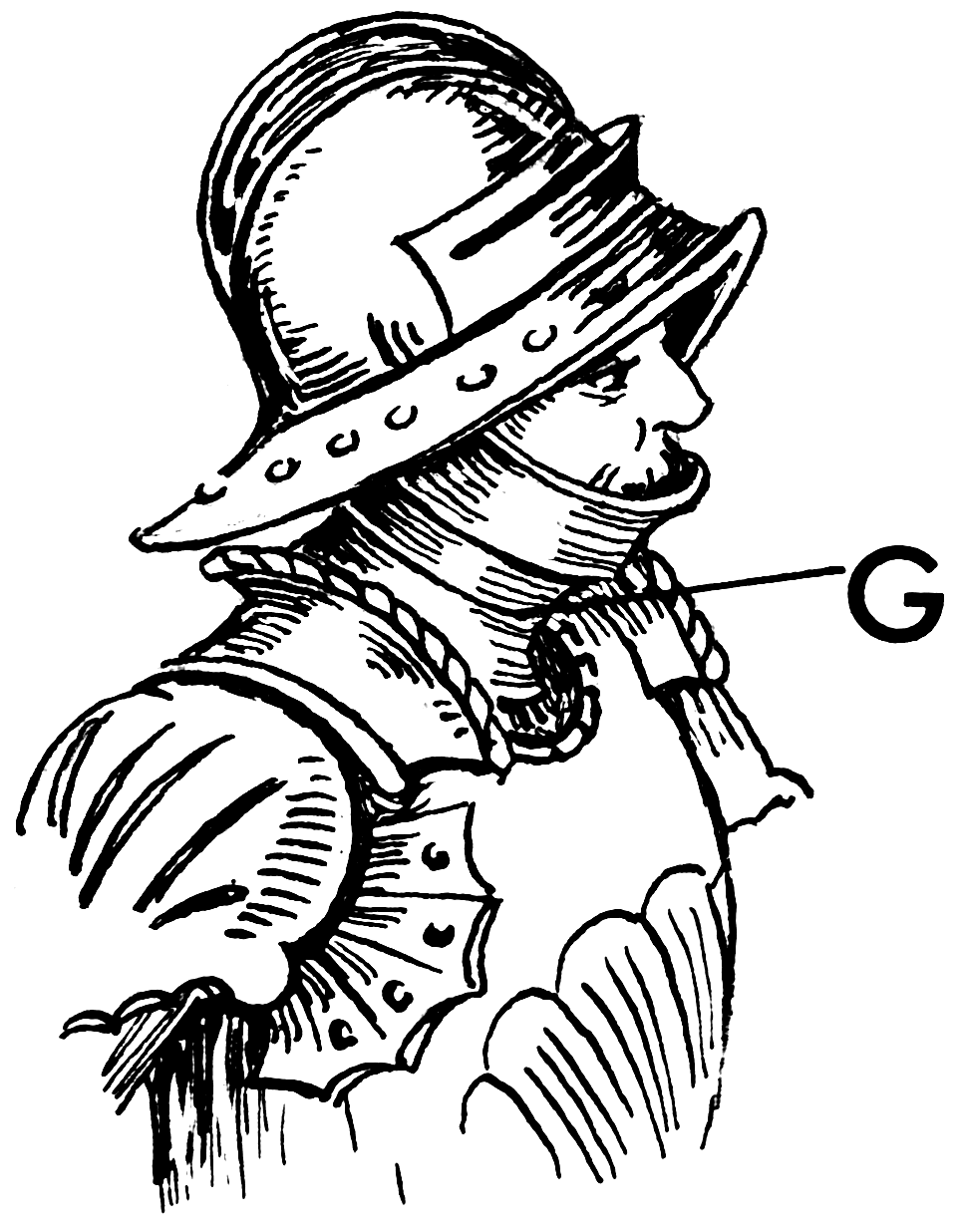
طوقه در زره تمام‌قد

## به عنوان بخشی از یونیفرم نظامی

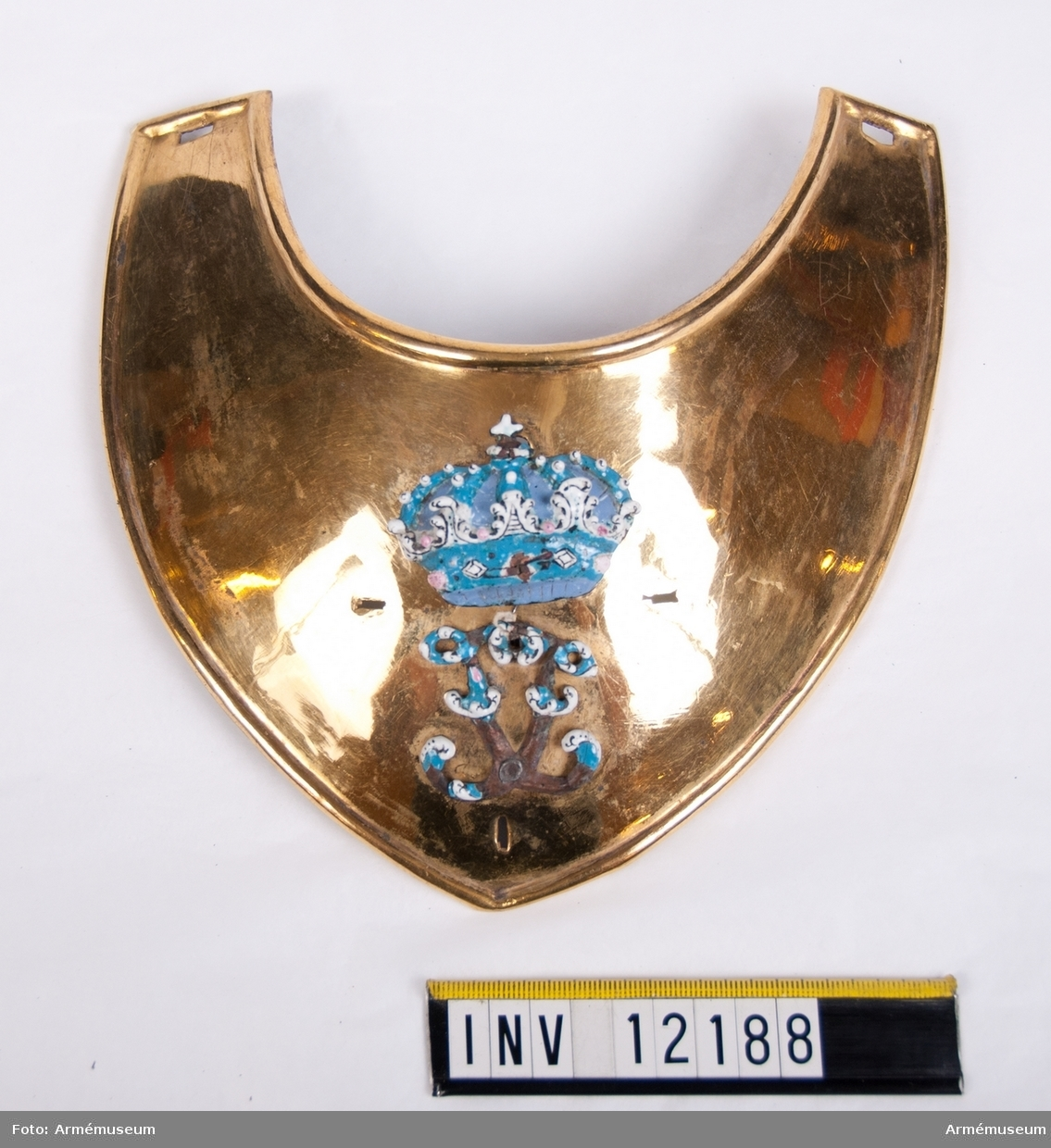
طوقه افسران در ارتش سوئد، از موزه ارتش سوئد.

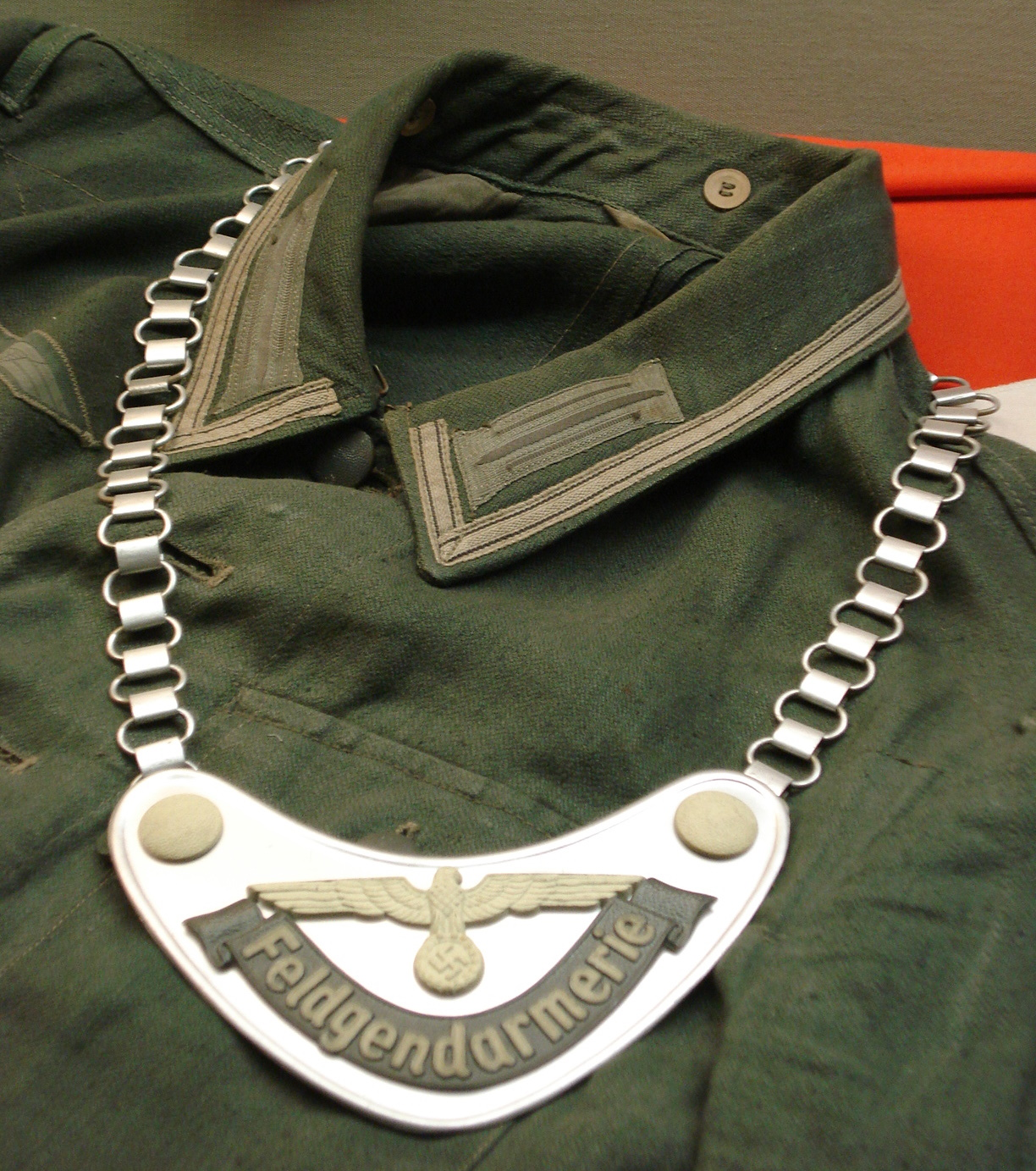
طوقهٔ پلیس آلمان نازی در زمان جنگ جهانی دوم.

### طوقه‌ها در اروپای شمالی

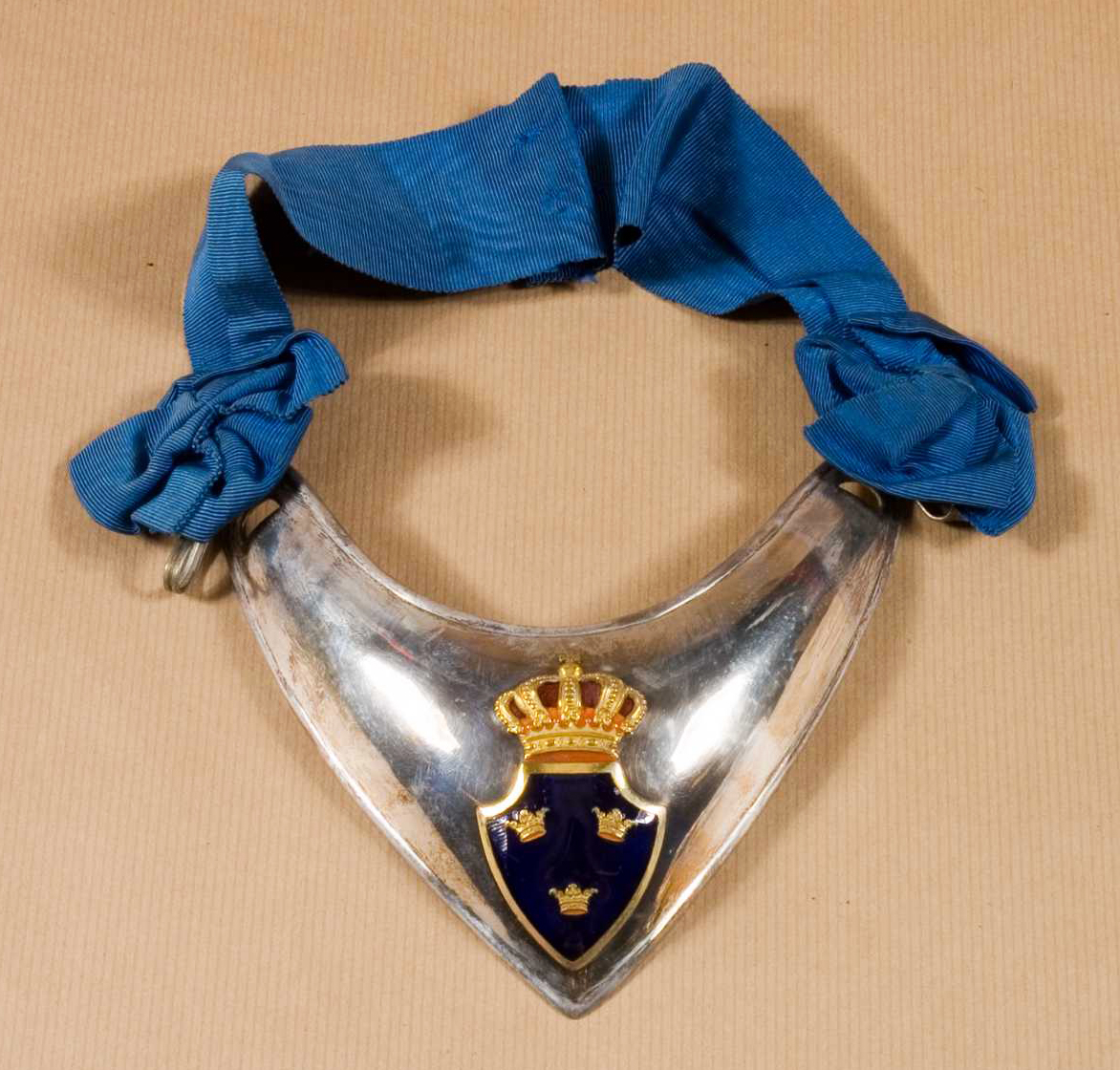
طوقهٔ سوئدی برای افسران کمیسیونی، از موزه ارتش سوئد.

## طوقه‌ها در میان بومیان

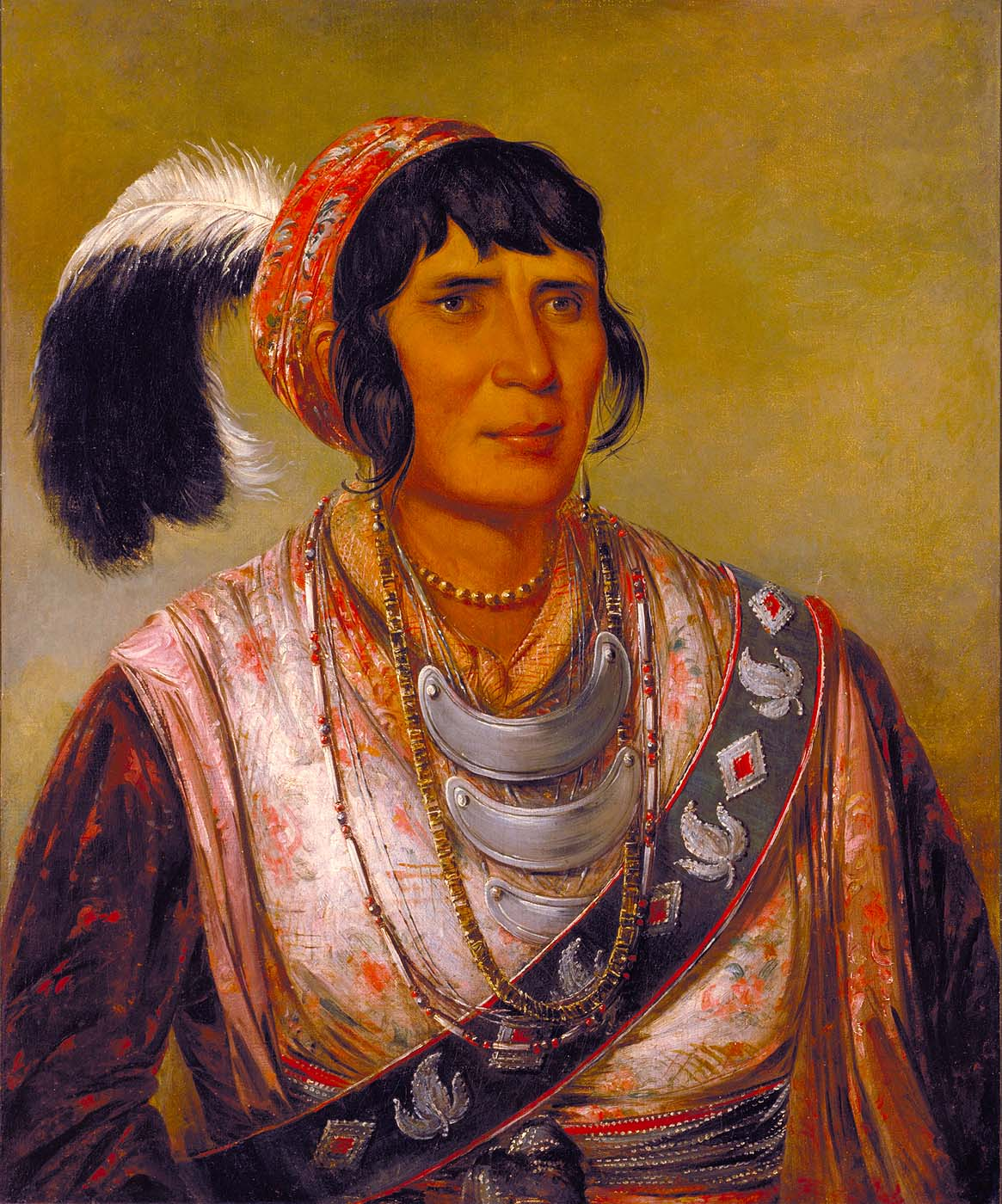
رهبر سمینولی سه طوقه پوشیده‌است.

امپراتوری بریتانیا به عنوان نماد حسن نیت به سران سرخ‌پوست‌های آمریکایی طوقه هدیه می‌کرد. کسانی که به دریافت طوقه نایل می‌آمدند به عنوان «کاپیتان طوقه» شناخته می‌شدند. این طوقه‌ها به رهبران بومیان آفریقایی نیز هدیه داده می‌شد.
در استرالیا نیز دولت به سران بومیان این سرزمین طوقه‌هایی اهدا می‌کرد و کسانی که این طوقه‌ها را دریافت می‌کردند از احترام بیشتری بهره‌مند می‌شدند.

## درجه روی طوقه

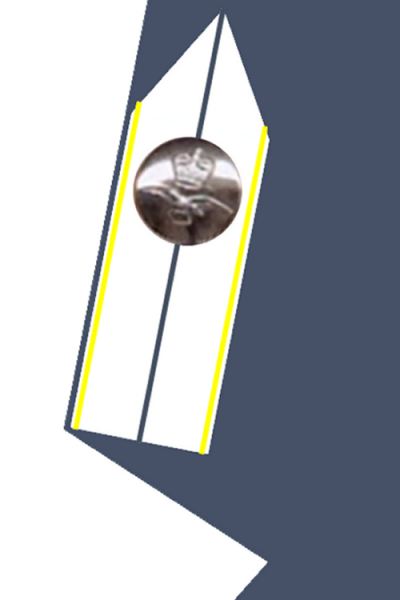
درجه روی طوقه